# Armée de terre
Armée de terre was een continentale Franse wielerploeg. De ploeg werd opgericht door de Krijgsmacht van Frankrijk, wat wil zeggen dat al haar renners tevens militair waren en dus door defensie werden betaald. 
De ploeg werd opgericht voor aanvang van het wielerjaar 2011, als een ploeg die enkel in de nationale circuits uitkwam. In 2015 werd het een UCI continentale ploeg en werkte het haar wedstrijden af in de UCI Europe Tour.
Op 15 november 2017 gaf de minister van defensie aan dat de ploeg per direct ophield te bestaan.

## 2017

### Renners
| Naam               | Geboortedatum | Ploeg 2016             | Ploeg 2018                 |
| ------------------ | ------------- | ---------------------- | -------------------------- |
| Bryan Alaphilippe  | 17-08-1995    |                        | Pro Immo Nicolas Roux      |
| Romain Campistrous | 16-07-1992    | ?                      | GSC Blagnac Velosport 31   |
| Fabien Canal       | 04-04-1989    |                        | Charvieu-Chavagneux IC     |
| Bastien Duculty    | 28-11-1992    | ?                      | VC Villefranche Beaujolais |
| Thibault Ferasse   | 12-09-1994    |                        | UC Nantes Atlantique       |
| Damien Gaudin      | 20-08-1986    | AG2R La Mondiale       | Direct Énergie             |
| Yann Guyot         | 26-02-1986    |                        | VC Rouen 76                |
| Morgan Kneisky     | 31-08-1987    | Team Raleigh           | Roubaix Lille Métropole    |
| Romain Le Roux     | 03-07-1992    |                        | Team Fortuneo-Samsic       |
| Kévin Lebreton     | 30-10-1993    |                        | UC Cholet 49               |
| Jordan Levasseur   | 29-05-1995    |                        | VC Toucy                   |
| Julien Loubet      | 11-01-1985    | Fortuneo-Vital Concept | Euskadi-Murias             |
| Jerome Mainard     | 25-08-1986    |                        | Roubaix Lille Métropole    |
| Stéphane Poulhies  | 26-06-1985    |                        | Occitane CF                |
| Jimmy Raibaud      | 13-11-1991    |                        | CR4C Roanne                |
| Thomas Rostollan   | 18-03-1986    |                        | gestopt                    |
| Kevin Sireau       | 11-04-1987    | ?                      | ?                          |
| Benjamin Thomas    | 12-09-1995    |                        | Groupama-FDJ               |
| Steven Tronet      | 14-10-1986    | Fortuneo-Vital Concept | Roubaix Lille Métropole    |
| Yannis Yssaad      | 25-06-1993    |                        | Caja Rural-Seguros RGA     |